# Cá rô đồng
Cá rô đồng (hay đơn giản là cá rô) (Anabas testudineus) là một loài cá thuộc họ Cá rô đồng sống ở môi trường nước ngọt và nước lợ. Chúng có thịt béo, thơm, dai, ngon, có giá trị thương phẩm cao tuy rằng hơi nhiều xương. Kích thước cực đại của chúng có thể tới 250 mm.

## Đặc điểm
Cá rô có màu xanh từ xám đến nhạt, phần bụng có màu sáng hơn phần lưng, với một chấm màu thẫm ở đuôi và chấm khác ở sau mang. Các gờ của vảy và vây có màu sáng. Nắp mang cá có hình răng cưa. Chúng có một cơ quan hô hấp đặc biệt dưới mang là mang phụ, cho phép chúng có thể hấp thụ được oxy trong không khí. Chúng có răng chắc, sắc, xếp thành dãy trên hai hàm, trên hai hàm còn có răng nhỏ nhọn: hàm răng ở giữa to hơn hai bên và răng có trên xương lá mía.

## Phân bố
Cá rô thường sinh sống được ở các loại hình mặt nước: ruộng lúa, ao, mương, rãnh, hào, đầm, sông rạch... Trên thế giới, cá rô phân bố trong khoảng vĩ độ 28° bắc - 10° nam, chủ yếu ở miền nam Trung Quốc, Việt Nam, Lào, Campuchia, Thái Lan, Miến Điện, Ấn Độ, Philippines, châu Phi và các quần đảo giữa Ấn Độ và châu Úc là những khu vực có nhiệt độ trung bình thích hợp cho sự sinh trưởng (từ 22 - 30 °C). Độ sâu sinh trưởng: - 0 m. Chúng được biết đến với khả năng di cư từ ao hồ này sang ao hồ khác bằng cách vượt cạn (cá rô rạch), nhất là trong mùa mưa và thông thường diễn ra trong đêm.

## Sinh sản
Cá rô đồng từ lúc nở đến lúc phát dục khoảng 7,5 - 8 tháng tuổi. Trọng lượng cá bình quân khoảng 50 - 70gam/con. Cá sẽ mang trứng vào khoảng tháng 11 Âm Lịch (với cá nuôi trong ao, khi trời trở lạnh) và tháng 4 - tháng 5 Âm lịch (với cá tự nhiên). Phân biệt đực - cái: cá đực có thân hình thon dài hơn so với cá cái. Cá đực phát dục có tinh dịch màu trắng, dùng tay vuốt nhẹ dưới ổ bụng từ vây ngực đến vây hậu môn, tinh dịch thoát ra có màu trắng sữa. Đây là lúc chính muồi của sự thành thục, cá đã sẵn sàng cho việc sinh sản. Với cá cái, khi mang trứng, bụng sẽ phình to, mềm. Nếu dùng tay vuốt nhẹ, trứng sẽ vọt ra ngoài báo hiệu cá đang sẵn sàng cho việc sinh sản.
Cá đẻ trong tự nhiên: tự bắt cặp sinh sản. Sau những cơn mưa, hoặc mực nước thủy vực thay đổi (do thủy triều) là điều kiện ngoại cảnh thích hợp - kích thích cá sinh sản. Hình thức sinh sản: bắt cặp sinh sản. Do hưng phấn nên trong quá trình bắt cặp sinh sản, cả cá cái lẫn cá đực sẽ phóng lên khỏi mặt nước liên tục. Bãi đẻ của cá là ven những bờ ao, bờ ruộng - kênh - mương, nơi nước nông - yên tĩnh và có nhiều cỏ - cây thủy sinh. Cá cái sẽ đẻ trứng vào trong nước, đồng thời với lúc trứng được đẻ ra cũng là lúc tinh trùng từ cá đực được phóng ra. Trứng ngay lập tức được thụ tinh và nổi lên trên mặt nước nhờ vào những lớp ván dầu màu vàng được phóng ra cùng lúc với trứng.
Do cá không có tập tính bảo vệ trứng sau khi sinh sản (ngược lại đôi khi còn quay lại ăn cả trứng vừa đẻ ra) nên lượng trứng đẻ ra rất nhiều (bù trừ lượng hao hụt do không thụ tinh, do địch hại), thường > 3000 trứng/cá cái. Trứng sau khi thụ tinh 15 giờ sẽ bắt đầu nở thành cá bột. Thời gian nở phụ thuộc vào nhiệt độ: nhiệt độ từ 22 - 27 độ - phôi cá sẽ chết hoặc trứng nở sau 24h. Nhiệt độ từ 28 - 30 độ: trứng sẽ nở hoàn toàn từ 15 - 22 giờ. Nhiệt độ >30 độ, phôi sẽ chết hoặc cá bột nở ra sẽ bị dị hình.
Trong sinh sản nhân tạo: sau khi lựa chọn những cá thể bố mẹ đã thành thục, người ta tiêm kích dục tố mang tên LRHa và cho cá bố mẹ vào những bể sinh sản hoặc lu, khạp có đậy nắp. Khi tiêm khoảng 8 giờ, cá sẽ sinh sản. Mục đích tiêm kích dục tố: cá đẻ đồng loạt sẽ chủ động về số lượng con giống, kích cỡ động loạt, chất lượng con giống
Cá bột sau khi nở khoảng 12 giờ có thể tự kiếm mồi trong thủy vực. Cá bố mẹ sau khi sinh sản khoảng 1,5 tháng có thể tái phát dục và tiếp tục sinh sản.

## Thức ăn
Cá rô là loài động vật ăn tạp. Chúng có thể ăn cả các loài động vật thân mềm, cá con và thực vật, kể cả cỏ. Chúng có thể ăn các chất hữu cơ và vô cơ được coi là "bẩn" trong nước. Nó có thể ăn lẫn nhau trong trường hợp đói. Vì vậy phân cỡ rất quan trọng. Cá rô đồng có nhiều ở các đồng ruộng khu vực phía Bắc.

## Hình ảnh

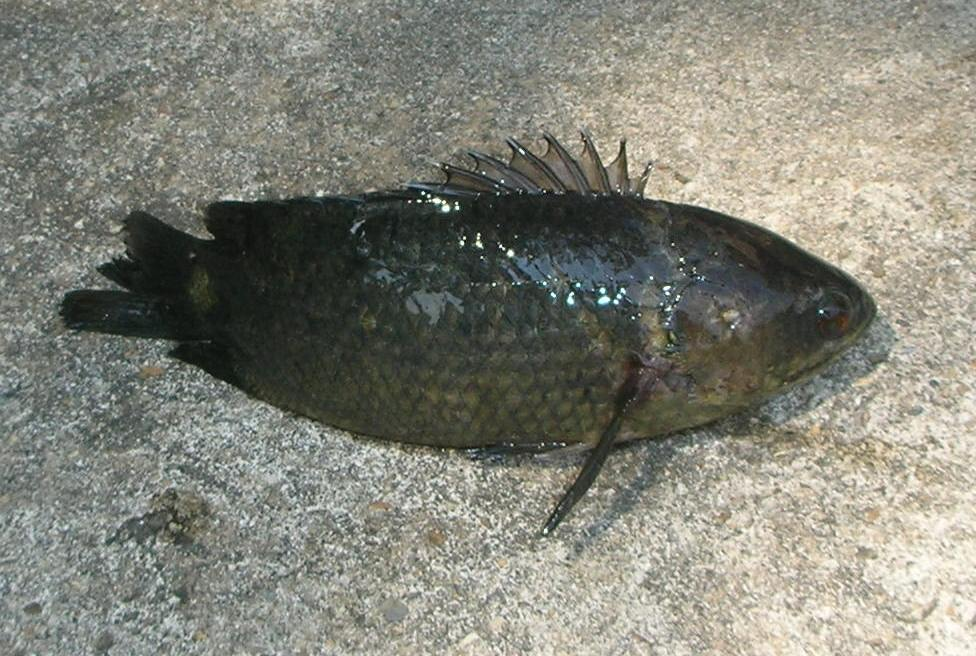
Cá rô đồng ở chợ ven sông tỉnh Ratchaburi, Thái Lan
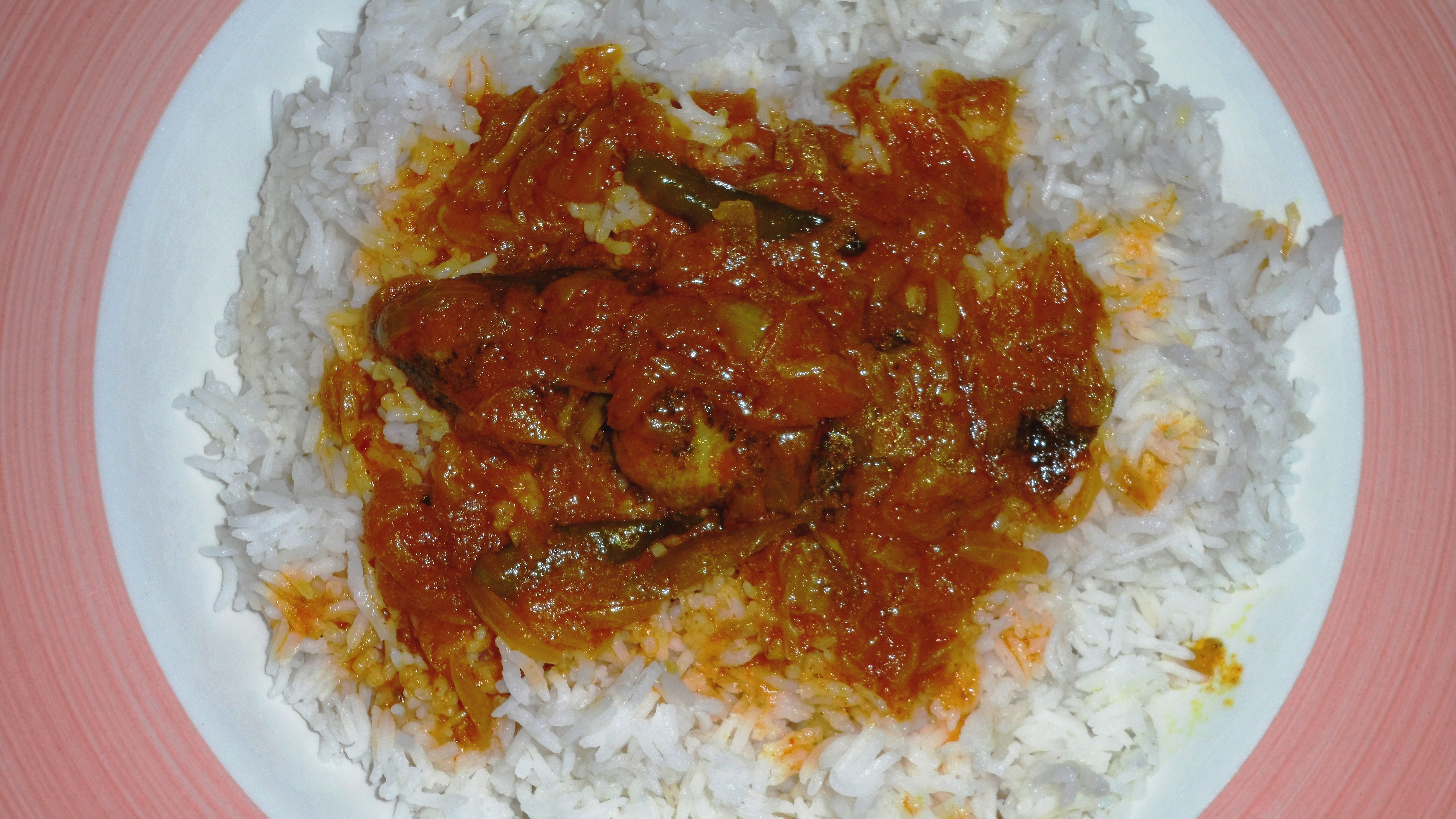
Món cà ri cá rô